# غريغوري كفريجينكو
غريغوري كفريجينكو (26 مايو 1934 م، الجمهورية الأوكرانية السوفيتية الاشتراكية) هو منسق مؤتمؤ نموذج الأمم المتحدة في موسكو، الرئيس الفخري للاتحاد الدولي لرابطة الأمم ال متحدة، رئيس لجنة رابطة الأمم المتحدة الخاصة بأعمال مع الشباب.   
ساهم مساهمة لا تقدير لها في إنشاء وثم تطوير الحركة الشبابية لنمذجة أعمال الأمم المتحدة. بادر إلى إجراء أول مؤتمر نموذج الأمم المتحدة في الاتحاد السوفيتي. ومؤتمر نموذج الأمم المتحدة عبارة عن المؤتمر الطلابي العلمي الذي ينمذج الطلاب وتلاميذ المدارس الثناوية خلالها أعمال هيآت الأمم المتحدة.
ويرأس غريغوري كفريجينكو هذا المؤتمر الذي يتم عقده سنويا في معهد موسكو الحكومية للعلاقات الدولية وهو من أكبر المؤتمرات الطلابية في أوروبا الشرقية..

## الطفولة
لقي والدا غريغوري وفريجينكو حتفهما في بداية الحرب الوطنية العظمى. وكان في ملجأ الأيتام التابع للمجلس الاتحادي المركزي لنقابات العمال بمدينة أوديسا حيث تم توظيفه إلى المدرسة الداخلية الخاصة في أوديسا للدراسة فيها.

## التعليم
في 1946 دخل غريغوري كفريجينكو المستوي الخامس من المدرسة الداخلية الجديدة وأظهر فيها مواهيبه العديدة ومهارته القيادية. وشارك في المسرحيات ولعب الأدوار الصعبة.
كل عام تقريبا تم انتخابه عريفا في فئته. تذكره اصغر التلاميذ كالمشارك في عروض الهواة الذي لعب دوري برافدين في «نيدوروسل» لفونفيزين ومدير البنك شيبوشين في «اليوبيل» لأنتون تشيخوف.
 وفي وقت لاحق عام 2001 اتخذ غريغوري كفريجينكو المبادرة في إنشاء متحف المدرسة للدبلوماسيين في مدرسته الأصلية.
 بعد دراسته في المدرسة الداخلية دخل غريغوري كفريجينكو جامعة العلاقات الدولية وتخرج منها عام 1958 وهو متخصص حسب شهادته في مجال العلاقات الدولية بمعرفة اللغات الأجنبية، وهو أيضا خبير في الدول الغربية.
وفي عام 1982 اكمل دراسة اللغة الفرنسية عند الأمم المتحدة، وشارك في عدة جلسات لجنة الأمم المتحدة المتصلة بحقوق الإنسان في جنيف.

## الأنشطة المهنية
اوقف غريغوري كفريجينكو حياته المهنية على العمل الدبلوماسي، وبعد ذلك بدأ يعمل مع الشباب ويعرفهم بأفكار ومبادئ عمل الأمم المتحدة في إطار تنسيق حركة النماذج الأممية الروسية.
- من عام 1958 عمل غريغوري كفريجينكو في مجال الاتصالات النقابية الدولية؛
- 1963-1967: أمين الاتحاد الدولي لنقابات صناعة الحديد والصلب وصناعة النفط؛
- 1972-1974: رئيس الإدارة الدولية للجنة صون السلم في الاتحاد السوفياتي؛
- 1974-1975: نائب الممثل السوفياتي في مجلس السلام العالمي؛ 1976-1981: الأمين التنفيذي لرابطة الأمم المتحدة في الاتحاد السوفياتي؛
- 1916-1958: نائب الأمين العام للاتحاد البرلماني؛
- 1986-1988: رئيس قسم العلاقات الدولية لمعهد الاقتصاد العالمى والعلاقات الدولية التابع لاكاديمية العلوم في الاتحاد السوفياتى.

 يرأس غريغوري كفريجينكو بصفة الرئيس الفخري في الاتحاد العالمي لرابطات الأمم المتحدة ورئيس لجنة الرابطة الأمم المتحدة اجل الشباب في روسيا وكذلك هو خبير بارز في إدارة الدبلوماسية في جامعة موسكو الحكومية للعلاقات الدولية التابع لوزارة الخارجية الروسية.

## السهم إلى نمذجة العمل للأمم المتحدة
في أيلول عام 1988 دعت رابطة الأمم المتحدة في الولايات المتحدة غريغوري كفريجينكو إلى لجنتها وشارك في عمل مؤتمر الرابطة السنوي الذي كان جزءا لها نموذج الأمم المتحدة.
 ترك عمل المشاركين المهني والمتماسك انطباعا لدى غريغوري كفريجينكو وبعد رجوعه إلى موسكو اقترح إنشاء نموذج الأمم المتحدة في موسكو. بالى رئيس صندوق السلم السوفياتي فلاديمير ماسلين المشروع وبعد ذلك أصبح بالذات كفيل مثل هدا المؤتمر في الاتحاد السوفياتي عام 1990
منذ ذلك غريغوري كفريجينكو هو منسق نموذج الأمم المتحدة في موسكو. الشعار غير الرسمي للنموذج ألفه غريغوري كفريجينكو: «يجب على كل نموذج أن يكون أفضل من النموذج السابق». تحت إشرافه المعتني يجري الطلاب هذا المؤتمر في جامعة الحكومية للعلاقات الدولي في موسكو ويجودون مستوى النموذج.  

## الروابط
- http://www.mk.ru/politics/2016/10/04/eksperty-zayavili-chto-bez-prava-veto-v-sovbeze-oon-razvalitsya.html
- https://interaffairs.ru/news/show/17392
- http://www.council.gov.ru/activity/activities/roundtables/65565/
- http://www.biografija.ru/biography/kovrizhenko-grigorij-maksimovich.htm
- http://una.ru/members/
- http://old.themoscowtimes.com/sitemap/free/1999/1/article/5-russian-airmen-stuck-in-indian-jail/280865.html
- https://rueconomics.ru/193191-svoya-rubashka-blizhe-k-telu-stalo-izvestno-kuda-poedet-putin-vmesto-genassamblei-oon نسخة محفوظة 14 ديسمبر 2017 على موقع واي باك مشين.